# Euphorbia debilispina
Euphorbia debilispina L.C.Leach es una especie fanerógama perteneciente a la familia Euphorbiaceae. Es endémica de Zambia.  

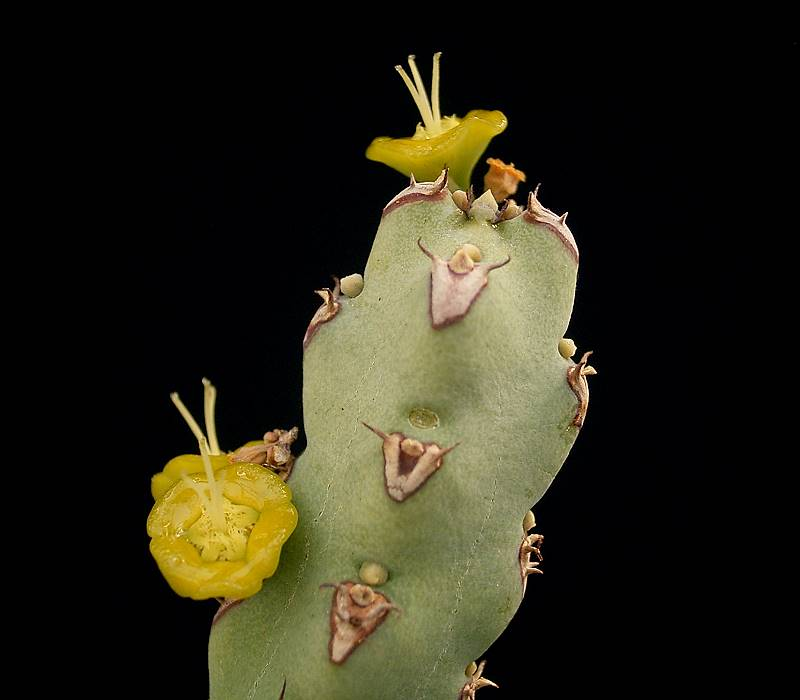
Detalle de los ciatos

## Descripción
Es una planta suculenta, débilmente espinulosas, arbusto enano, ramificado desde la base, formando grandes grupos ramificados densamente, de ± 15 cm de alto, las ramas o subcilíndricas subcuadrangulares, de ± 8.10 mm de diámetro, disminuyendo en como en una base del tallo.

## Ecología
A veces cubre bastantes grandes manchas de bosque abierto en suelo de caliza o pavimento  altamente fragmentado; su hábitat está amenazado por la expansión urbana y, en particular, la explotación de canteras; ± 1250 m alt.
Estrechamente relacionada con Euphorbia whellanii, también con Euphorbia isacantha, y Euphorbia nyassae.

## Taxonomía
Euphorbia debilispina fue descrita por Leslie Charles Leach y publicado en Excelsa 15: 13. 1991[1992].
Etimología
Euphorbia: nombre genérico que deriva del médico griego del rey Juba II de Mauritania (52 a 50 a. C. - 23), Euphorbus, en su honor – o en alusión a su gran vientre –  ya que usaba médicamente Euphorbia resinifera. En 1753 Carlos Linneo asignó el nombre a todo el género.
debilispina: epíteto latino que significa "con débiles espinas".